# John Silver

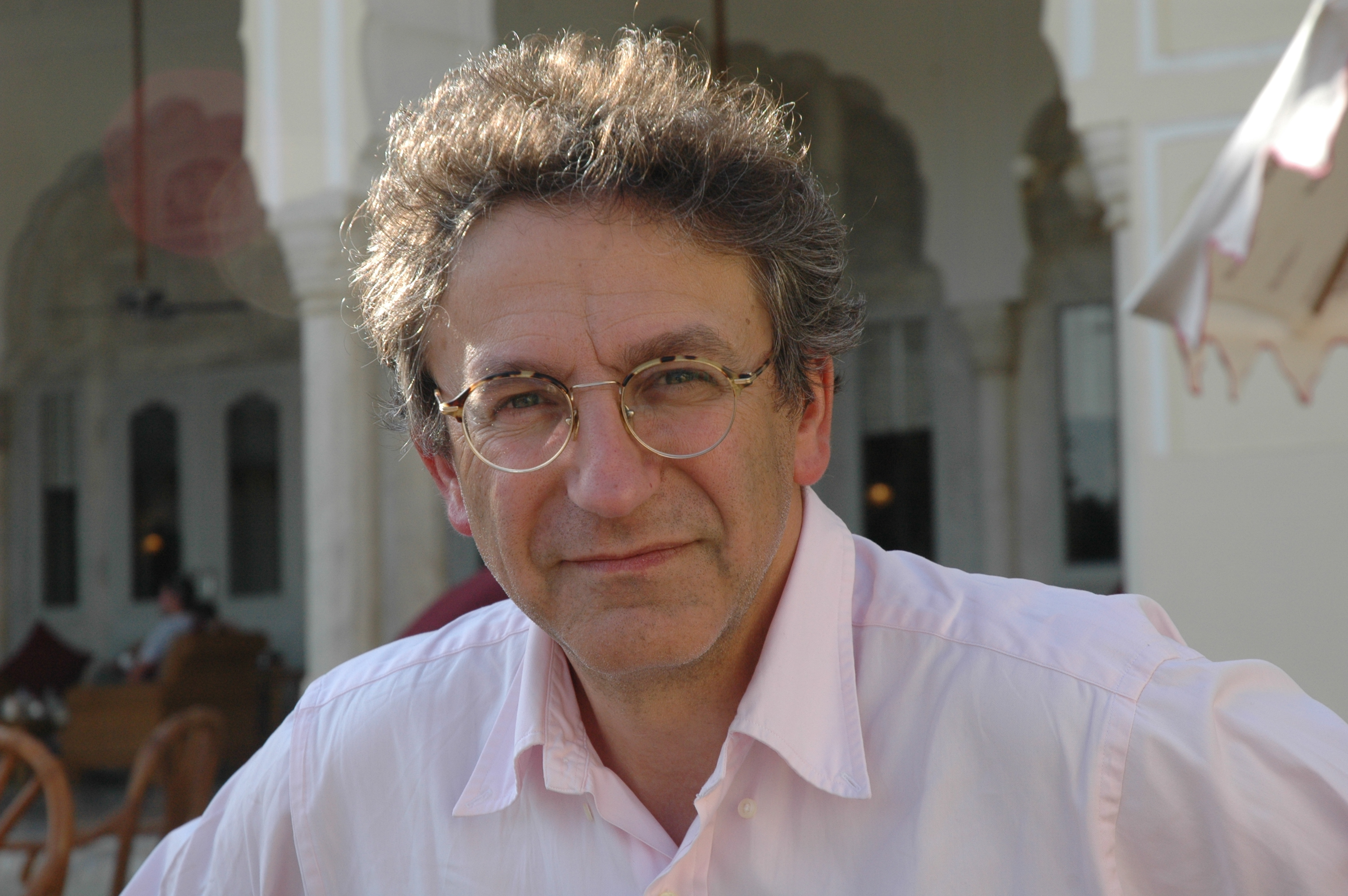
Jonathan Silver.

Jonathan (John) Silver (1950-) fue el segundo baterista de la banda inglesa de rock Genesis. Reemplazó a Chris Stewart en el verano de 1968 y aparece en el primer álbum de larga duración de la banda "From Genesis To Revelation" (Del Génesis al Apocalipsis), y en la compilación de cuatro discos Genesis Archive 1967-75.
Silver dejó la banda en agosto de 1969 y fue reemplazado por John Mayhew. Se convirtió en productor de televisión y actualmente vive en Londres con su mujer Lucy, y sus hijos Leo, Max y Libby.
- Datos: Q740537